# Maino
Maino (* 30. August 1973, eigentlich Jermaine John Coleman) ist ein US-amerikanischer Rapper aus Brooklyn, New York.

## Biografie
Jermaine Coleman wuchs in ärmlichen Verhältnissen im New Yorker Stadtteil Brooklyn auf.
Er wurde Mitte der 1990er  in einem Entführungsfall für schuldig befunden und zu einer zehnjährigen Haftstrafe verurteilt. Während seiner Haftzeit übte er immer mehr an seinen Rap-Skills, um diese als Ausweg aus der Kriminalität zu nutzen.
Nachdem er 2003 aus dem Gefängnis entlassen wurde, knüpfte er mit zahlreichen Etablierten wie Lil’ Kim Kontakte und machte sich einen Namen in der New Yorker Rap-Szene. Nach mehreren Mixtapes wurde er 2007 von Universal Music unter Vertrag genommen. Im folgenden Jahr erschien seine Debüt-Single Hi Hater, 2009 sein Debütalbum If Tomorrow Comes. Seine erfolgreichste Single All The Above wurde von der RIAA mit Platin ausgezeichnet.

## Diskografie
Alben
- 2009 If Tomorrow Comes
- 2012 The Day After Tomorrow

Singles
- 2008 Hi Hater
- 2008 Hood Love
- 2009 All the Above (feat. T-Pain)
- 2009 Million Buck (feat. Swizz Beatz)